# Хайнрих II фон Шаунберг
Хайнрих II фон Шаунберг (на немски: Heinrich II von Schaunberg; † между 25 юли 1276 и 1281) е граф на Шаумбург/Шаунбург/Шаунберг.

## Произход
Той е син на Вернхарт I фон Шаунберг († сл. 1221), фогт на Клайне Формбах. Внук е на Гебхард фон Юлбах-Шовенберх († сл. 1190) и София († сл. 1190). Брат е на Вернхарт II фон Шаунберг, управител/пфлегер цу Обернберг († 1266/1267).

## Фамилия
Първи брак: с Хайлвиг фон Плайн († сл. 15 февруари 1256), дъщеря на граф Лиутолд III фон Хардег-Плайн († 1219). Те имат децата:
- Вернхарт III фон Шаунберг († ок. 2 февруари 1287), граф на Шаунберг, женен за Анна фон Нойфен († ок. 1 май 1271)
- Хайнрих III „Млади“ фон Шаунберг († сл. 1310)

Втори брак: сл. 15 февруари 1256 г. с Агнес. Те нямат деца.